# Morfologie (biologie)
De morfologie is de tak van de biologie die de bouw en vorm bestudeert van organismen (vormleer), hun organen (orgaanleer) en weefsels (histologie en anatomie) en probeert hun veelvormigheid terug te brengen tot evolutionair te duiden bouwplannen. De term morfologie moet dan opgevat worden als een overkoepelende term. De term anatomie slaat gewoonlijk op de meer gedetailleerde schaal, zoals dat van het orgaan-, weefsel- en celniveau, hoewel daar ook meer specifieke termen voor zijn als histologie voor de studie van weefsels, en celbiologie of cytologie voor de studie op celniveau.

## Goethe
De oorsprong van de term morfologie wordt over het algemeen toegeschreven aan Johann Wolfgang von Goethe (1749-1832). Hij was overtuigd van het bestaan van een onderliggende fundamentele organisatie, het bouwplan, in de verscheidenheid van de bloemplanten. In zijn boek getiteld De Metamorfose van planten suggereert hij dat het bouwplan ons in staat stelt om de vormen van planten die nog niet waren ontdekt te voorspellen.

## Overerving en milieufactoren
De bouw en vorm van een organisme worden in de eerste plaats bepaald door zijn soort-bepaalde genotype (genetische samenstelling) en staan dus vast via overerving. Eigenschappen die afhangen van het genotype zijn bij planten bijvoorbeeld dubbelbloemigheid, eenhuizigheid of tweehuizigheid, appel of peer. De uitwendige bouw (fenotype) en vorm van het individuele organisme worden echter niet alleen bepaald door het genotype, maar ook beïnvloed door zijn milieu (de omgeving). Het fenotype is dus het totaal van eigenschappen van een soort: het resultaat van de wisselwerking tussen genotype en milieu. Langdurige milieu-invloeden bepalen bijvoorbeeld mede de grootte van het individuele organisme (dwerggroei van planten in het hooggebergte), de mate van beharing bij dieren, de wijze en de mate van vertakken van bomen. Op kortere termijn kan lichtgroene of gele bladverkleuring optreden door stikstofgebrek of na nachtvorst.

## Vorm en functie
Een centraal thema in de biologie is de samenhang tussen vorm en functie. Het nader onderzoeken van dit verband is het vakgebied van de fylogenie. Morfologische structuren kunnen veelal gezien worden als adaptaties: erfelijk vastgelegde aanpassingen aan het habitat van de soort. Mutaties die geen selectief voordeel hebben, noemt men spandrels. Mutaties met een selectief nadeel zullen echter door selectiedruk meer of minder snel uit populaties verdwijnen.
Bij het onderzoek naar fylogenetische verwantschappen hebben morfologische kenmerken traditioneel een grote rol gespeeld, naast kennis van de levenscyclus, de ontogenie en de embryologie. Steeds meer zijn echter de biochemische kenmerken, vooral die van het genoom, een overheersende rol gaan spelen. Bij alleen fossiel bekende organismen spelen deze laatste kenmerken echter nauwelijks een rol en blijven de morfologisch-anatomische kenmerken doorslaggevend.